# Biblioteca Jaume Fuster
La Biblioteca Jaume Fuster es una biblioteca pública de la ciudad española de Barcelona, construida en 2005 y llamada así en honor al escritor catalán Jaume Fuster (1945-1998).
Emplazada en la plaza de Lesseps en el distrito de Gracia, con sus alrededor de 5 mil metros cuadrados es la biblioteca pública de mayor superficie de la ciudad, la cual será solo superada por el proyecto de la Biblioteca Central de Barcelona.

## Historia
Esta biblioteca fue construida entre 2001 y 2005, por los arquitectos Josep Llinàs Carmona y Joan Vera i García.
En 2006 el edificio obtuvo el Premio FAD de Arquitectura e Interiorismo. Al año siguiente, fue finalista en la IX Bienal Española de Arquitectura y Urbanismo (BEAU), y semifinalista del Premio de arquitectura Contemporánea de la Unión Europea (ACUE).

## Arquitectura

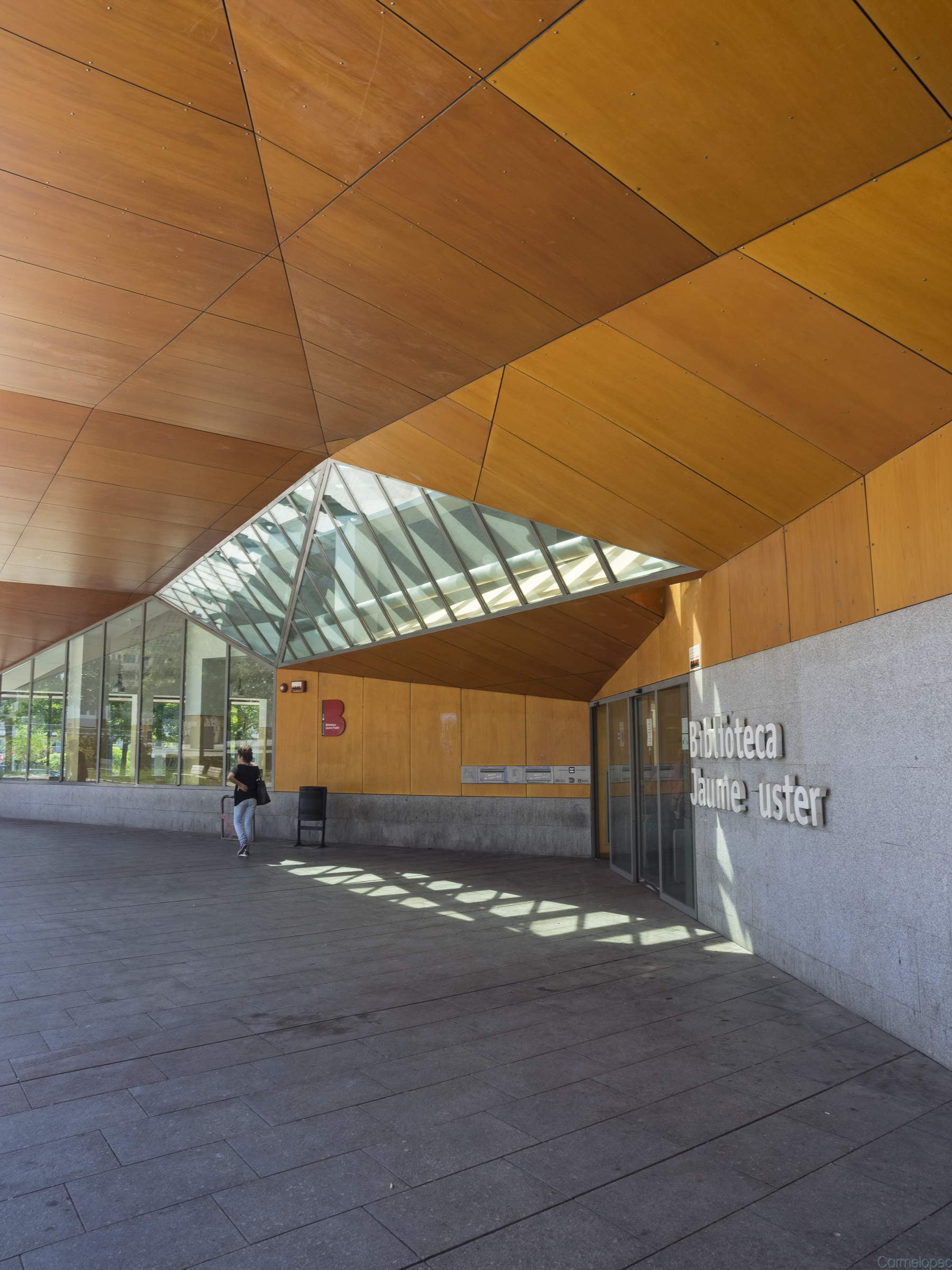
Fachada de acceso a la biblioteca

La biblioteca posee cuatro niveles, incluyendo un sótano. Su cubierta posee diversos planos inclinados de una o dos alturas, inspirados en la sierra de Collserola, que conforman un volumen romboidal que busca relacionarse con los edificios de su parte posterior hacia las montañas, al mismo tiempo que deja espacios abiertos irregulares que funcionan como espacios libres y abiertos alrededor de la plaza de Lesseps. Su marquesina, cumbreras y pilares trazan una frontera entre el edificio y la plaza. La fachada combina tableros de madera de alta densidad de color anaranjado con el estuco y amplios ventanales de formas quebradas por estructuras verticales de aluminio.
En cuanto a su interior, tanto los paramentos como los soportes verticales poseen madera desde el suelo hasta media altura, dejando las superficies restantes hasta el techo de color blanco. Unas cubiertas de zinc acompañan el recorrido de los muros y son a su vez recortados por lucernarios de vidrio, que son transparentes entre marquesina y fachadas, y translúcidos en la planta superior. Los lucernarios dejan entrar una luz blanca desde el altillo, el cual es destinado como espacio más informar, lúdico o de descanso.

## Entorno
La biblioteca, situada en la plaza de Lesseps en el distrito de Gracia, constituye un espacio abierto rodeado por edificios habitacionales. Existe un proyecto urbanístico que la situaría en el extremo de un corredor verde que la conectaría con las montañas de la sierra de Collserola.

## Servicios
La biblioteca posee 298 puntos de lectura, sección de préstamo, acceso a Internet, una cafetería, un auditorio con capacidad para doscientas personas, un archivo del barrio, y áreas para exposiciones.